# Nederlandse kampioenschappen atletiek 1960

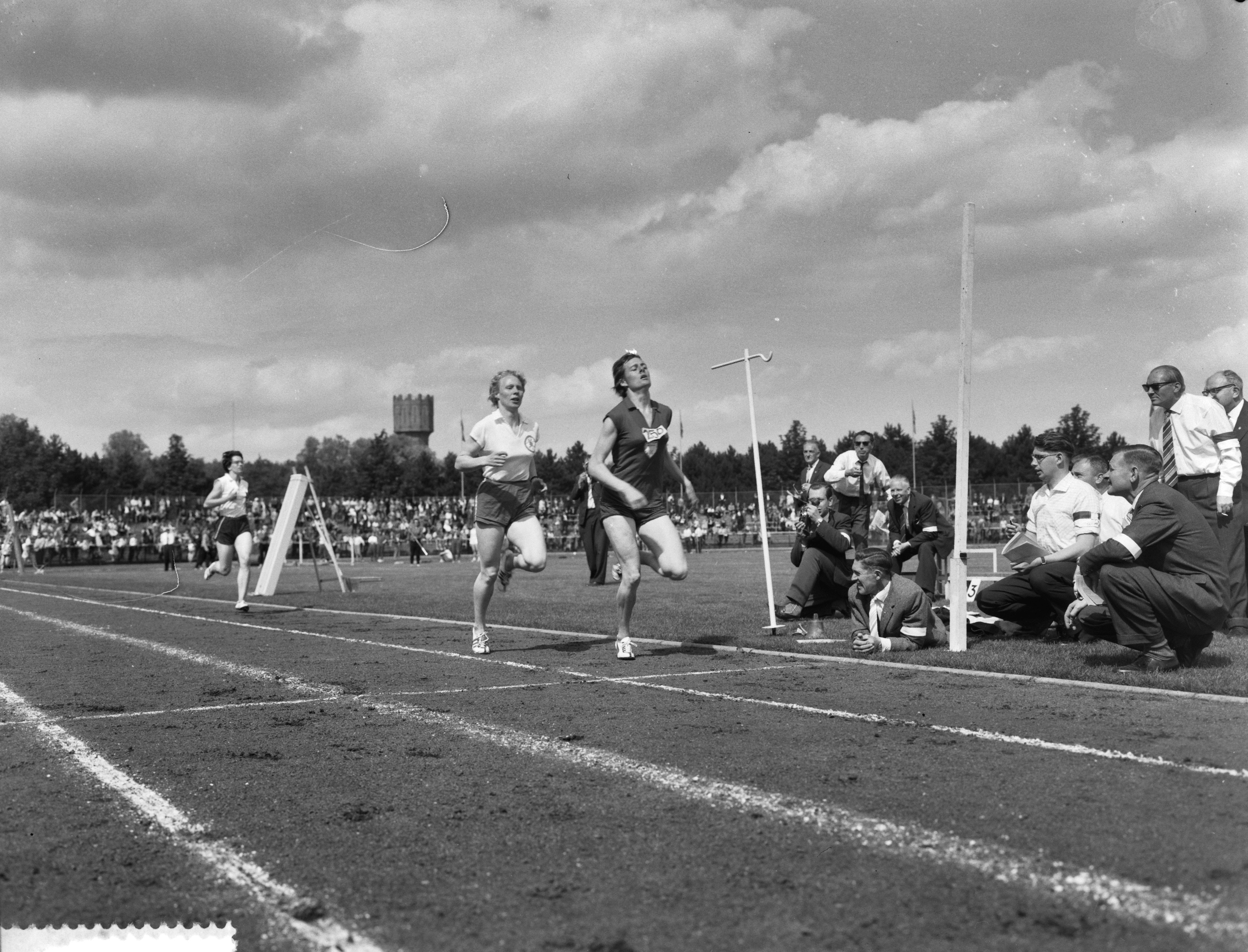
Gerda Kraan wint de 800 m voor Ine ter Laak-Spijk.

In 1960 werden de Nederlandse kampioenschappen atletiek gehouden op 23 en 24 juli op de sintelbaan van het gemeentelijk sportpark in Eindhoven. De organisatie lag in handen van het district Zuid van de KNAU. Het NK-marathon werd eveneens in Eindhoven gehouden. De weersomstandigheden waren goed. Het kogelslingeren werd apart gehouden op 11 september op het IJshocheyterrein in Den Haag.
Het Nederlands kampioenschap de 3000 m steeple werd op 11 september gehouden op de Nenijto-sintelbaan in Rotterdam. De 10.000 vond op het Olympiaplein in Amsterdam plaats op 18 september.
Het Nederlands kampioenschap tienkamp (heren) en vijfkamp (dames) vond op 6 en 7 augustus plaats in het Sportpark “De Vijf Sluizen” in Vlaardingen.

## Uitslagen

### 100 m
| rang   | atleet      | prestatie |
| ------ | ----------- | --------- |
| Goud   | Hans Smit   | 11,0 s    |
| Zilver | Harry Dirks | 11,0 s    |
| Brons  | Cris Vasse  | 11,1 s    |

| rang   | atlete         | prestatie |
| ------ | -------------- | --------- |
| Goud   | Ellen Ort      | 12,1 s    |
| Zilver | Joke Bijleveld | 12,2 s    |
| Brons  | Nannie Haase   | 12,2 s    |

### 200 m
| rang   | atleet      | prestatie |
| ------ | ----------- | --------- |
| Goud   | Marius Bos  | 21,9 s    |
| Zilver | Hans Smit   | 22,0 s    |
| Brons  | Harry Dirks | 22,1 s    |

| rang   | atlete               | prestatie |
| ------ | -------------------- | --------- |
| Goud   | Nannie Haase         | 24,7 s    |
| Zilver | Ellen Ort            | 25,1 s    |
| Brons  | Tilly van der Zwaard | 25,2 s    |

### 400 m
| rang   | atleet         | prestatie |
| ------ | -------------- | --------- |
| Goud   | Fred Moerman   | 48,3 s    |
| Zilver | Joop Groothuis | 49,5 s    |
| Brons  | A. Smits       | 49,9 s    |

| rang   | atlete             | prestatie |
| ------ | ------------------ | --------- |
| Goud   | Ine ter Laak-Spijk | 55,6 s    |
| Zilver | Gerda Kraan        | 57,6 s    |
| Brons  | Fiep Twente        | 59,7 s    |

### 800 m
| rang   | atleet       | prestatie   |
| ------ | ------------ | ----------- |
| Goud   | Henk Heida   | 1.50,2 N.R. |
| Zilver | Jan van Uden | 1.50,7      |
| Brons  | Wim Esajas   | 1.51,7      |

| rang   | atlete             | prestatie |
| ------ | ------------------ | --------- |
| Goud   | Gerda Kraan        | 2.10,4    |
| Zilver | Ine ter Laak-Spijk | 2.10,4    |
| Brons  | Els Nieuwpoort     | 2.12,0    |

### 1500 m
| rang   | atleet                | prestatie |
| ------ | --------------------- | --------- |
| Goud   | Mijndert Blankenstein | 3.52,1    |
| Zilver | Leen Suiker           | 3.55,9    |
| Brons  | E. Kneepkens          | 3.58,3    |

### 5000 m
| rang   | atleet       | prestatie |
| ------ | ------------ | --------- |
| Goud   | Joep Delnoye | 14.58,2   |
| Zilver | Jan Keesom   | 15.02,4   |
| Brons  | A. Heydens   | 15.11,4   |

### 10.000 m
| rang   | atleet      | prestatie |
| ------ | ----------- | --------- |
| Goud   | Jan Keesom  | 31.44,0   |
| Zilver | G. Reewijk  | 33.28,4   |
| Brons  | J. Maaskant | n.b.      |

### 110 m horden/80 m horden
| rang   | atleet          | prestatie |
| ------ | --------------- | --------- |
| Goud   | Eef Kamerbeek   | 14,4 s    |
| Zilver | Marius Bos      | 14,7 s    |
| Brons  | Peter Nederhand | 14,7 s    |

| rang   | atlete              | prestatie |
| ------ | ------------------- | --------- |
| Goud   | Toos Mutter         | 11,5 s    |
| Zilver | Lia Hinten          | 11,6 s    |
| Brons  | Paula van der Wegen | 12,2 s    |

### 400 m horden
| rang   | atleet         | prestatie |
| ------ | -------------- | --------- |
| Goud   | Jan Parlevliet | 54,8 s    |
| Zilver | Joop Vissers   | 57,7 s    |
| Brons  | Bert Krijnen   | 58,3 s    |

### 3000 m steeple
| rang   | atleet         | prestatie |
| ------ | -------------- | --------- |
| Goud   | Hein Cujé      | 9.32,8    |
| Zilver | Hans Bostelaar | 9.42,6    |
| Brons  | Rein Verkade   | 9.43,6    |

### Verspringen
| rang   | atleet           | prestatie |
| ------ | ---------------- | --------- |
| Goud   | Gerard Weisscher | 6,87 m    |
| Zilver | Eef Kamerbeek    | 6,82 m    |
| Brons  | Theo Beelen      | 6,70 m    |

| rang   | atlete                         | prestatie |
| ------ | ------------------------------ | --------- |
| Goud   | Joke Bijleveld                 | 5,90 m    |
| Zilver | Wemmy Spierenburg-Scholtemeyer | 5,72 m    |
| Brons  | Paula van der Wegen            | 5,64 m    |

### Hink-stap-springen
| rang   | atleet          | prestatie |
| ------ | --------------- | --------- |
| Goud   | Albert Hofstede | 13,86 m   |
| Zilver | Jan Verschoor   | 13,61 m   |
| Brons  | Huug Fischbuch  | 13,52 m   |

### Hoogspringen
| rang   | atleet          | prestatie |
| ------ | --------------- | --------- |
| Goud   | Rein Kool       | 1,90 m    |
| Zilver | Harry van Kleef | 1,85 m    |
| Brons  | Herman Timme    | 1,80 m    |

| rang   | atlete       | prestatie |
| ------ | ------------ | --------- |
| Goud   | Nel Zwier    | 1,65 m    |
| Zilver | Dini Hobers  | 1,60 m    |
| Brons  | C. de Kinder | 1,55 m    |

### Polsstokhoogspringen
| rang   | atleet        | prestatie   |
| ------ | ------------- | ----------- |
| Goud   | Servee Wijsen | 4,01 m N.R. |
| Zilver | Rinus van Es  | 3,80 m      |
| Brons  | Chris Gelens  | 3,80 m      |

### Kogelstoten
| rang   | atleet         | prestatie |
| ------ | -------------- | --------- |
| Goud   | Cees Koch      | 15,77 m   |
| Zilver | Cees van Wees  | 14,69 m   |
| Brons  | Henk van Aarst | 14,44 m   |

| rang   | atlete               | prestatie |
| ------ | -------------------- | --------- |
| Goud   | Corrie van Wijk      | 13,74 m   |
| Zilver | Corrie van den Bosch | 13,60 m   |
| Brons  | Dini Hobers          | 13,05 m   |

### Discuswerpen
| rang   | atleet          | prestatie |
| ------ | --------------- | --------- |
| Goud   | Cees Koch       | 52,94 m   |
| Zilver | Eef Kamerbeek   | 45,06 m   |
| Brons  | Gerard Verhalle | 43,44 m   |

| rang   | atlete              | prestatie |
| ------ | ------------------- | --------- |
| Goud   | Corrie Huygen       | 47.37 m   |
| Zilver | Loes Boling         | 45,98 m   |
| Brons  | Corry van den Bosch | 45,93 m   |

### Speerwerpen
| rang   | atleet               | prestatie |
| ------ | -------------------- | --------- |
| Goud   | Joop Fikkert         | 66,22 m   |
| Zilver | Eef Kamerbeek        | 62,34 m   |
| Brons  | Frans van der Heyden | 59,43 m   |

| rang   | atlete            | prestatie |
| ------ | ----------------- | --------- |
| Goud   | Wil van Montfoort | 42,25 m   |
| Zilver | Bep van der Groep | 37,16 m   |
| Brons  | Jo Duyn           | 36,39 m   |

### Kogelslingeren
| rang   | atleet          | prestatie |
| ------ | --------------- | --------- |
| Goud   | Jan Romani      | 55,36 m   |
| Zilver | Piet Hamer      | 50,66 m   |
| Brons  | Gerard de Groot | 45,30 m   |

### Tienkamp/Vijfkamp
| rang   | atleet           | prestatie |
| ------ | ---------------- | --------- |
| Goud   | Eef Kamerbeek    | 7195 p NR |
| Zilver | Herman Timme     | 6992 p    |
| Brons  | Jelle Doornbosch | 6145 p    |

| rang   | atlete                | prestatie |
| ------ | --------------------- | --------- |
| Goud   | Toos Mutter           | 4182 p    |
| Zilver | Mieke de Graaf-Schenk | 4181 p    |
| Brons  | Paula van der Wegen   | 4111 p    |

### Marathon
| rang   | atleet          | prestatie |
| ------ | --------------- | --------- |
| Goud   | Frans Künen     | 2:26.07,8 |
| Zilver | Fons Veldhuizen | 2:34.02,0 |
| Brons  | Gerard Kluivers | 2:39.56,0 |

### 20 km snelwandelen
| rang   | atleet      | prestatie |
| ------ | ----------- | --------- |
| Goud   | Hein Zethof | 1:42.36,0 |
| Zilver | Jan Cijs    | 1:43.36,8 |
| Brons  | Jack Heije  | 1:44.51,0 |

### 50 km snelwandelen
| rang   | atleet           | prestatie |
| ------ | ---------------- | --------- |
| Goud   | Jan Cijs         | 4:54.03,2 |
| Zilver | Hans van de Goes | 5:19.16,0 |
| Brons  | Simon Maas       | 5:19.16,0 |

1904 · 
1908 · 
1909 · 
1910 · 
1911 · 
1912 · 
1913 · 
1914 · 
1915 · 
1917 · 
1918 · 
1919 · 
1920 · 
1921 · 
1922 · 
1923 · 
1924 · 
1925 · 
1926 · 
1927 · 
1928 · 
1929 · 
1930 · 
1931 · 
1932 · 
1933 · 
1934 · 
1935 · 
1936 · 
1937 · 
1938 · 
1939 · 
1940 · 
1941 · 
1942 · 
1943 · 
1944 · 
1946 · 
1947 · 
1948 · 
1949 · 
1950 · 
1951 · 
1952 · 
1953 · 
1954 · 
1955 · 
1956 · 
1957 · 
1958 · 
1959 · 
1960 · 
1961 · 
1962 · 
1963 · 
1964 · 
1965 · 
1966 · 
1967 · 
1968 · 
1969 · 
1970 · 
1971 · 
1972 · 
1973 · 
1974 · 
1975 · 
1976 · 
1977 · 
1978 · 
1979 · 
1980 · 
1981 · 
1982 · 
1983 · 
1984 · 
1985 · 
1986 · 
1987 · 
1988 · 
1989 · 
1990 · 
1991 · 
1992 · 
1993 · 
1994 · 
1995 · 
1996 · 
1997 · 
1998 · 
1999 · 
2000 · 
2001 · 
2002 · 
2003 · 
2004 · 
2005 · 
2006 · 
2007 · 
2008 · 
2009 · 
2010 · 
2011 · 
2012 · 
2013 · 
2014 · 
2015 · 
2016 ·
2017 ·
2018 ·
2019 ·
2020 ·
2021 ·
2022 ·
2023 ·
2024 ·
2025